# Лохин остров
Ло́хин остров (иногда Лохинский остров) — местность в ближнем Подмосковье между руслом Москвы-реки и её старицей, государственный памятник природы регионального значения, особо охраняемая природная территория. Административно относится к городскому округу Красногорск Московской области. Образовался в конце XIX — начале XX в. в результате искусственного спрямления русла. Территория острова — фрагменты речных долин и пойменных участков. Песчаные террасы соседствуют с пойменными заболоченными понижениями. В юго-западной части острова находится древнее озеро Глухая Яма. Площадь острова 4,3 км² (430 га)

## История
До начала XX века территория будущего острова представляла собою участок земли между излучиной Москвы-реки и Аксаевским озером. Там располагались деревни Лохино (близ озера) и Куркино (напротив устья речки Вороной Брод). Земли находились во владении князей Юсуповых — графов Сумароковых-Эльстон. В конце XIX века, в связи со строительством Рублёвского водозабора, русло Москвы-реки было спрямлено. Озеро Аксаевское превратили в новое русло Москвы-реки, а от старого осталась узкая протока. В 1934 году, после строительства Рублёвской плотины, вода затопила и впадину старого русла, за исключением небольшого участка у деревни Глухово (местные жители прозвали этот водоём «Кряковка» — по обилию диких уток). Образовался остров между двумя руслами, который получил название «Лохин» (по деревне, которая здесь была до 1934 года). В 1986 году ему был присвоен статус государственного памятника природы. Планировалось создание заказника «Верхняя Москва-река», в который должна была войти, в частности, и территория Лохина острова.

## Современность

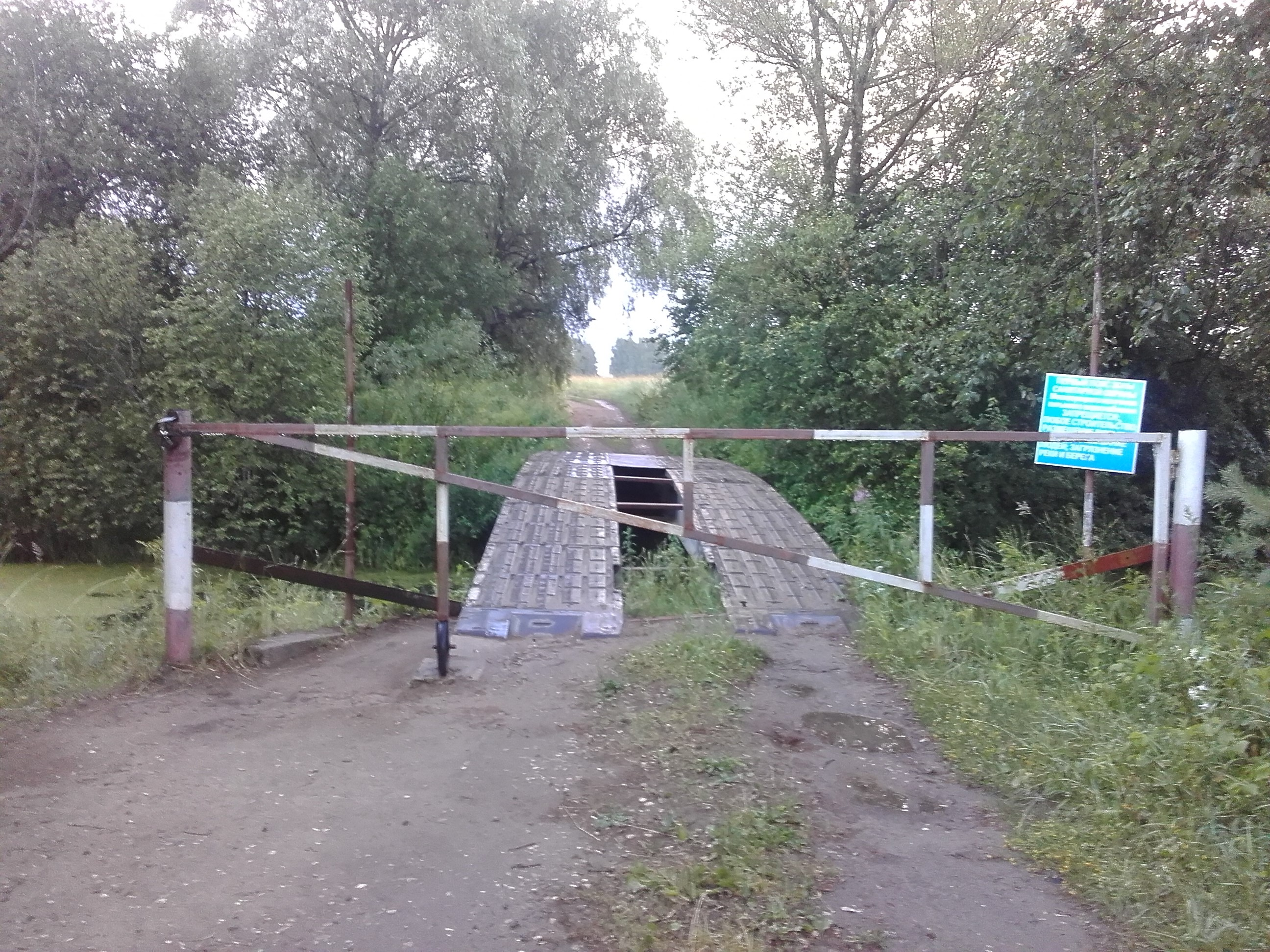
Въезд на остров по дороге от Ильинского шоссе

Согласно решению Совета депутатов Красногорского района № 675/3 от 27.03.2003, Лохинский остров, расположенный между двумя водопроводными станциями — Рублевской и Западной, объявлен особо охраняемой природной территорией в пределах первого пояса зоны санитарной охраны источников питьевого водоснабжения Москвы. Его экологическое состояние играет исключительно важную роль в поддержании высокого санитарного уровня источников питьевого водоснабжения, в очистке речных вод перед крупнейшей Рублевской станцией. Режимом первого пояса на данной территории запрещается любая хозяйственная деятельность. На территории памятника природы запрещены охота, разведение костров, рубка деревьев. Ограничивается доступ граждан в пожароопасный сезон. Попасть на остров можно по мосту через протоку старицы, до которого ведёт дорога из деревни Глухово. Въезд на остров закрыт для частного автотранспорта, разрешаются только пешие, велосипедные и лыжные прогулки. При этом статуса заповедника или национального парка у территории нет

## Растительный мир

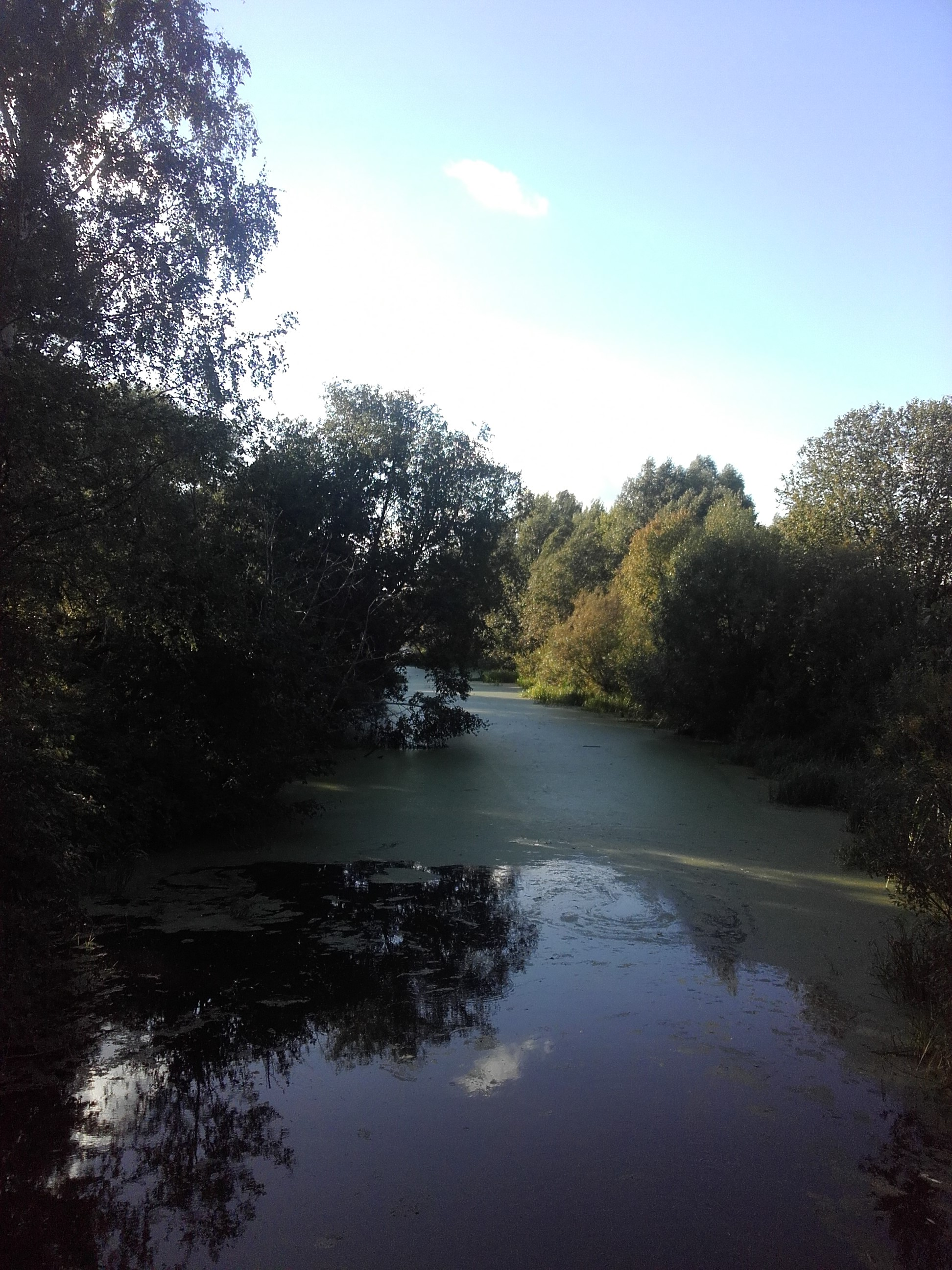
Старица Москвы-реки в южной части острова

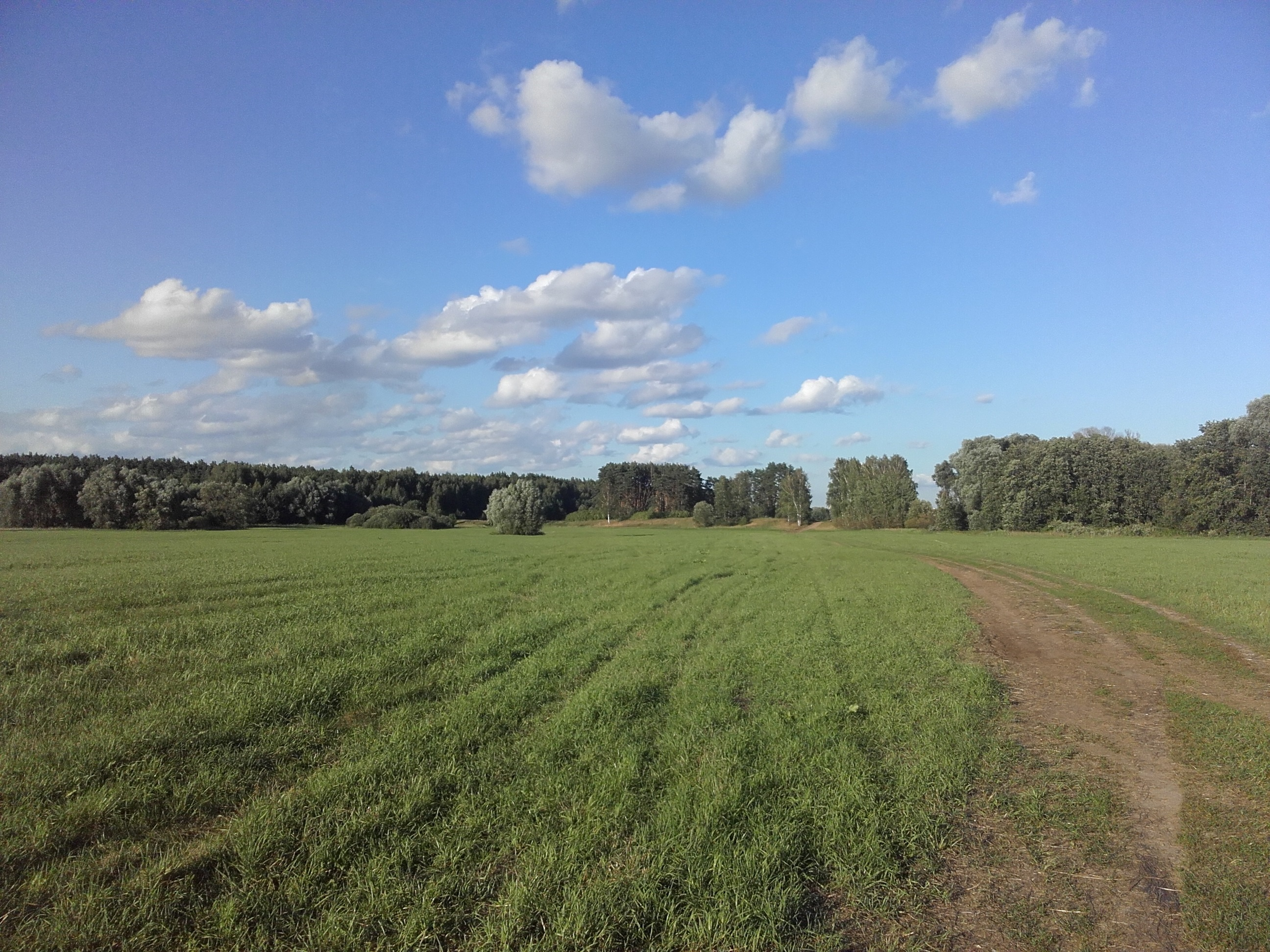
Значительную часть острова занимают покосные луга

На сравнительно небольшой территории острова, расположенного всего в 5 километрах от МКАД, неплохо сохранились уникальные участки растительности, как лесной, так луговой и болотной. Значительную часть острова покрывают леса, наибольшую площадь занимают сосняки различного возраста. Существуют также остатки пойменных вязово-липовых дубрав, исчезнувших на всем протяжении долины Москвы-реки. Основным типом леса является сосняк-зеленомошник. Из мхов произрастают: сфагнум Гиргензона (Sphagnum girgensohnii), страусово перо (Ptilium crista-castrensis), кукушкин лён (Polytrichum commune), гилокомиум блестящий (Hylocomium splendens), дикранум метловидный (Dicranum scoparium), плевроциум Шребера (Pleurozium schreberi). В травяно-кустарничковом покрове местами обильны черника, брусника, лерхенфельдия извилистая, крупные пятна образует ландыш майский. Одним из самых редких и ценных видов растений на этой территории является неоттианта клобучковая (занесена в Красную книгу России). Гудайера ползучая, занесённая в Красную книгу области, встречается в разреженных сосняках-зеленомошниках. Из орхидных также отмечено несколько экземпляров любки двулистной. Особо надо отметить произрастание в сосняках трёх видов плаунов. Практически все участки с плаунами отмечены в разреженных сосняках с густым покровом из зелёных мхов. Наиболее обилен плаун годичный. Также встречаются плаун булавовидный и изредка плаун сплюснутый. Неподалеку от плаунов, в тех же местообитаниях, нередко встречается зимолюбка зонтичная. В сосняках-зеленомошниках местами встречаются вереск обыкновенный, колокольчик круглолистный, купена душистая, отмечено небольшое пятнышко кошачьей лапки двудомной. На опушках сосновых насаждений обнаружены пятна бородника шароносного, который размножается преимущественно вегетативным путём. Вдоль опушки пятнами встречается ластовень обыкновенный, отмечено также немного лука овощного. Весной обильно цветёт фиалка опушённая. В 1970-х гг. на опушке лесного массива сотрудниками ИЛАН отмечалась ветреница лесная. В сложных борах, которые на острове занимают относительно небольшие площади, обильна ветреница лютиковая, встречается пятнами хохлатка плотная, медуница тёмная, а на тенистой опушке разрастается борец северный, причём нередко с нетипичной белой окраской цветков. Ветреница лютиковая обильна также в насаждении ивы ломкой.
Значительные площади лугов засеяны человеком и почти все они регулярно косятся. Естественные луга сохранились большей частью вдоль опушек леса и вдоль берегов реки. Здесь отмечены две популяции живокости высокой, местами встречаются синюха голубая, гвоздика Фишера и вероника широколистная. На наиболее бедных и сухих лугах летом появляются красноватые пятна обильно цветущей смолки обыкновенной, неподалеку на почти таких же сухих лугах произрастает горец змеиный.
Вдоль берегов озера Глухая Яма по воде идёт широкая сплошная полоса телореза алоевидного. На прилегающем к озеру болоте, а также по берегам старицы отмечен ирис болотный, в том числе и его более редко встречающаяся форма, которая гораздо ниже ростом, а крупные цветки имеют бледно-жёлтую окраску. Вдоль других мелких водоёмов встречаются калужница болотная и дербенник иволистный. В старице Москвы-реки обильны кувшинка белоснежная и шелковник Кауфмана. Вдоль берегов пятнами произрастают камыш озёрный и аир обыкновенный.

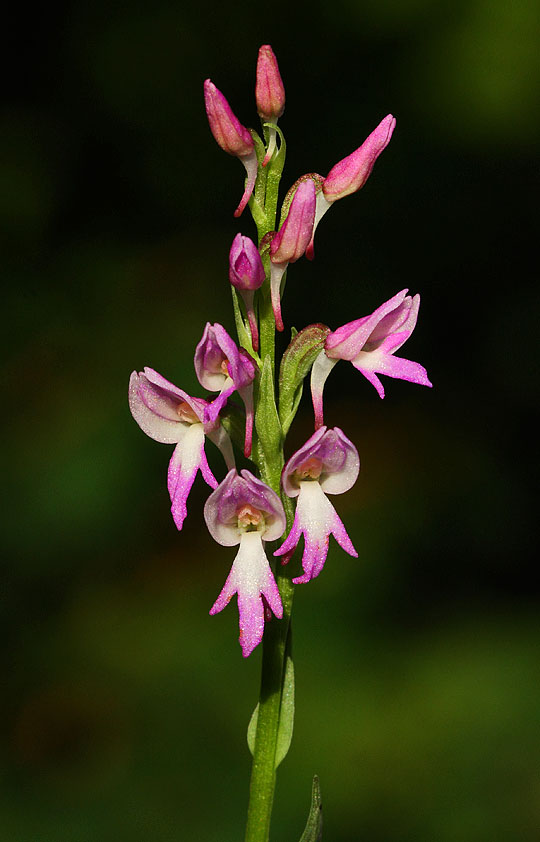
Обитательница острова гнездоцветка (неоттианта) клобучковая — растение из Красной книги России

Редкие растения, которые можно встретить на острове:
Растения, занесённые в Красную книгу России: неоттианта клобучковая (Neottianthe cucullata).
Растения из Красной книги области: зимолюбка зонтичная (Chimaphila umbellata), гудайера ползучая (Goodyera repens), живокость высокая (Delphinium elatum), бородник шароносный (Jovibarba globifera), любка двулистная (Platanthera bifolia).
Растения из Красной книги Москвы: борец северный (Aconitum excelsum), лук овощной (Allium oleraceum), ветреница лютиковая (Anemone ranunculoides), кошачья лапка двудомная (Antennaria dioica), калужница болотная (Caltha palustris), колокольчик персиколистный (Campanula persicifolia), колокольчик круглолистный (Campanula rotundifolia), вереск обыкновенный (Calluna vulgaris), ландыш майский (Convallaria majalis), хохлатка плотная (Corydalis solida), гвоздика Фишера (Dianthus fischeri), земляника зелёная (Fragaria viridis), ирис болотный (Iris pseudocorus), лерхенфельдия извилистая (Lerchenfeldia flexuosa), нивяник обыкновенный (Leucanthemum vulgare), кувшинка белая (Nymphaea candida), синюха голубая (Polemonium coerulium), купена душистая (Polygonatum odoratum), горец змеиный (Polygonum bistorta), медуница неясная (Pulmonaria obscura), вероника широколистная (Veronica teucrium), смолка клейкая (Viscaria viscose).
Подконтрольные растения в Московской области: плаун булавовидный (Lycopodium clavatum), плаун сплюснутый (Lycopodium complanatum).
Подконтрольные растения в городе Москве: плаун годичный (Lycopodium annotinum), дербенник иволистный (Lythrum salicaria), камыш озёрный (Scirpus lacustris), фиалка опушённая (Viola hirta).

## Животный мир
На острове обитает около 130 видов позвоночных, так что здесь представлено более 30 % всего биоразнообразия Московской области.

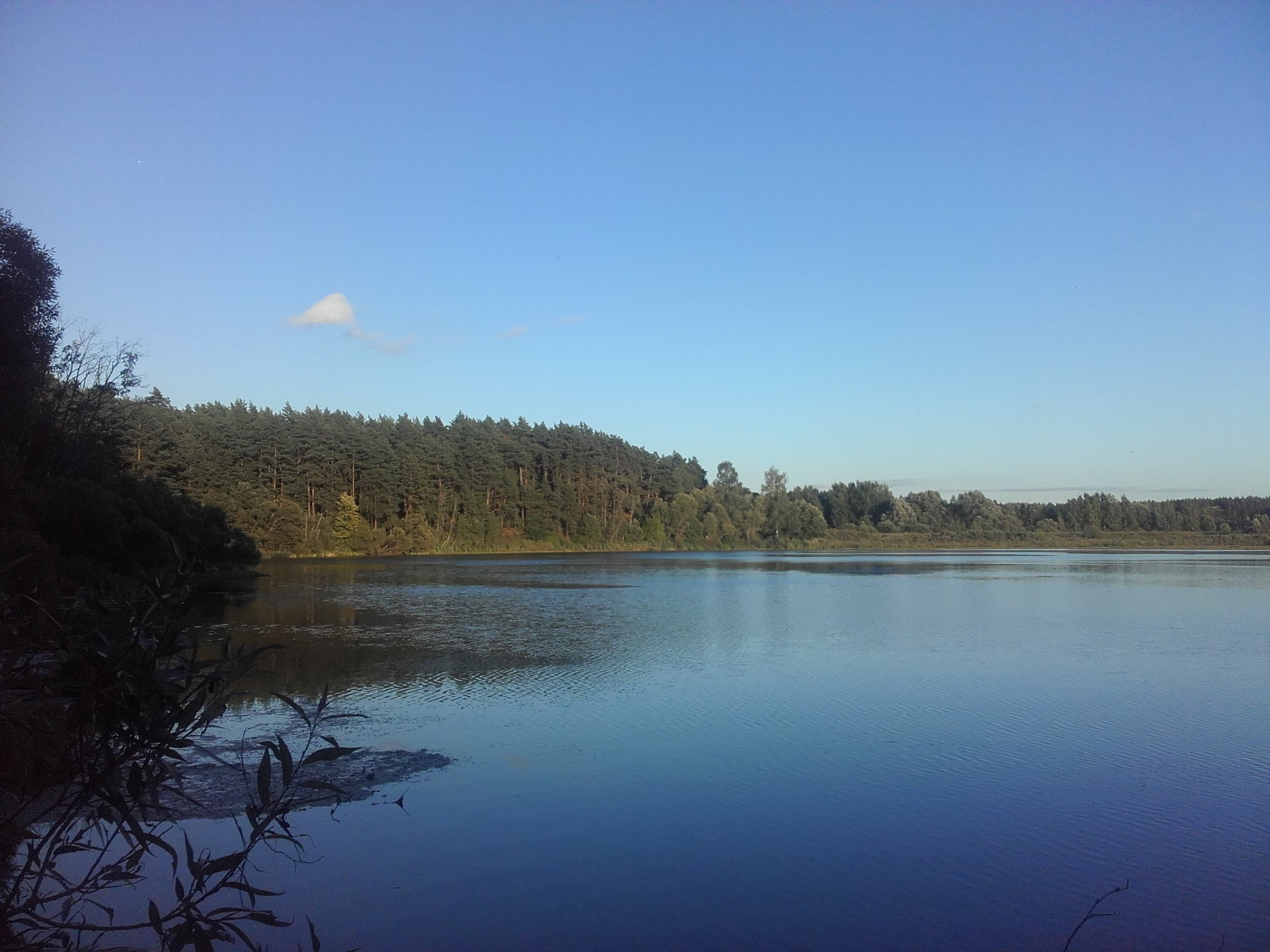
Глухая Яма. Вид с северного берега

## Озеро Глухая яма
Главная достопримечательность острова — озеро Глухая Яма. По оценкам геологов, ему около 12 000 лет. Северный и восточный берега высокие, поросшие сосняком, южный и западный берега заболочены. Сток воды из водоёма осуществляется через узкий проток на северо-западной оконечности озера. Есть предположение, что озеро дало имя и деревне Глухово, но скорее всего, название последней связано с фамилией Глухов.

## Окрестности
К северу от острова, за старицей, находится музей-усадьба «Архангельское». На запад от острова, у деревни Глухово, старое русло Москвы-реки образует полуостров, называемый «Староречье».